# São José do Hortêncio
São José do Hortêncio egy község (município) Brazília Rio Grande do Sul államában, a Caí folyó völgyében. Népességét 2021-ben 4924 főre becsülték.

## Elnevezése
São José (Szent József) a település védőszentje. A Hortêncio utótag nem a hortenziákra (hortênsio), hanem Hortêncio Leite de Oliveira portugál birtokosra utal, akinek földjein át vezetett az út a település felé. Korábbi nevei Picada do Rio Cadeia (az itt átfolyó patak után) és Picada Hortêncio voltak.

## Története
Első telepesei azori portugálok voltak, akik katolikus templomot is építettek, azonban a tulajdonképpeni gyarmatosítás német bevándorlókkal történt 1828-tól kezdődően. Kezdetben megélhetési gazdálkodást folytattak a hegyes-völgyes területen, a közösség csak lassan fejlődött. 1875-ben São Sebastião do Caí kerületévé nyilvánították. 1911-ben széles híd épült a Rio Cadeián a kereskedők számára. Az ipar az 1950-es években jelent meg: bőrfeldolgozás (Curtume e Calçados Arlede), élelmiszeripar (Schaeffer, Florinha, Rei do Sul). 1988-ban São José do Hortêncio függetlenedett, és 1989-ben önálló községgé alakult.

## Leírása
A községet gyönyörű táj jellemzi, a Serra Geral folyók és patakok által átszelt előhegyeivel, német stílusú épületekkel. Szubtrópusi éghajlatú (Cfa), az átlaghőmérséklet nyáron 24 ºC, télen 14,5 ºC, a csapadék 1537 mm. Német hagyományait ma is tartja (gasztronómia, folklór, rendezvények, hunsrücki dialektus). Gazdasága a mezőgazdaságra összpontosul (citrusfélék, zöldségek, manióka, fekete akác termesztése).